# ماهر الجازي
ماهر ذياب حسين الجازي (28 أبريل 1985 – 8 سبتمبر 2024) كان عسكريًا أردنيًا متقاعدًا وعمل بعد تقاعده سائق شاحنة. اشتهر ماهر كونه منفذ عمليّة إطلاق النار في معبر الكرامة والتي قتل فيها عبر مسدّس من طراز جي تي بي 9 سي (JTP-9C) ثلاثة من حرس حدود إسرائيل قبل أن يُستَشهَد خلال اشتباكٍ مسلّحٍ مع حرّاس آخرين في نفس المكان. جاءت هذه العمليّة بعد نحو عامٍ من الحرب الدائرة في غزّة بين فصائل المقاومة الفلسطينيّة وبين إسرائيل عقبَ عملية طوفان الأقصى.

## الحياة المُبكّرة
وُلد ماهر الجازي في قرية أذرح التابعة لمحافظة معان الأردنية وينتمي إلى عشيرة الحويطات، له عددٌ من الإخوة منهم شادي وكاسب، متزوج وله خمسة أطفال. عاش في منطقة الحسينية بمحافظة معان. تعود جذور عائلة الجازي إلى شخصيات بارزة في التاريخ الأردني، مثل الشيخ هارون الجازي الحويطي قائد معركة القسطل عام 1948، واللواء مشهور حديثة الجازي، أحد قادة معركة الكرامة عام 1968.

## المسيرة المهنية
لا يُعرف الكثير من التفاصيل عن المسيرة العسكريّة لماهر الجازي، لكن المعروف أنّ الرجل خدم في القوات المسلحة الأردنية قبل أن يتقاعد ويتجه للعمل كسائق شاحنة.

## عمليّة معبر الكرامة

### السياق
جاءت عملية الجازي في أعقاب الحرب الإسرائيليّة الفلسطينية الدائرة في قطاع غزة منذ عامٍ تقريبًا، والتي قتلت فيها إسرائيل أزيد من 40 ألف فلسطيني وجرحت عشرات الآلاف الآخرين، فضلًا عن التدمير الواسع والمتعمَّد للبنية التحتية لكامل القطاع، وفرض حصار شامل أدى إلى نقصٍ حادٍ في المواد الغذائية والطبية ومستلزمات الحياة الأساسية وتسبَّب في فترة من الفترات في مجاعةٍ في الشمال.

### العمليّة
نفَّذ ماهر الجازي صبيحة الثامن من أيلول/سبتمبر 2024 عملية مسلحة على جسر الملك حسين (معبر الكرامة بحسبِ التسمية الفلسطينيّة) وهو الجسر الذي يربطُ بين الأردن والأراضي الفلسطينية المحتلة (الضفة الغربيّة تحديدًا). أثناء مرور شاحنته في نقطة التفتيش، ترجَّل الجازي من شاحنته وأطلق النار على جنود إسرائيليين من مسدّس صغيرٍ فقتل ثلاثة منهم قبل أن يسقط شهيداً خلال تبادل إطلاق النار مع آخرين كانوا في عينِ المكان.

### ردود الفعل
بعد العمليّة
عقبَ العملية أغلقت السلطات الإسرائيلية المعبر وشدَّدت الإجراءات الأمنية في المنطقة، كما احتجزت أكثر من 100 سائق شاحنة للتحقيق معهم قبل الإفراج عنهم لاحقًا. قام الأردن بدوره بإغلاق المعبر وفتَح تحقيقًا رسميًا في الحادثة، والذي خلص فيه إلى أنّ العملية كانت عملًا فرديًا.
أكد شادي الجازي، شقيق ماهر، أنّ عائلته لم تكن على علمٍ بما كان يخطط له، مشيرًا إلى أن تصرفاته لم تكن تشير إلى أي نوايا مسبقة. أضاف أن ماهر تأثر بشدة بما كان يحدث في غزة، وأنه قام بما قام به بدافع الحزن على حال الأمة الإسلامية، فيما أشار شيخ العشيرة، سلطان فيصل الجازي، إلى أن ماهر يُعتبر شهيدًا وقد أدى واجبه تجاه قضيته ووطنه.
خرجَ عددٌ من الأردنيون يوم العمليّة التي عُرفت شعبيًا وعربيًا باسمِ «عمليّة الكرامة» للشوارع وبدأ بعضهم في توزيع الحلويات كما تجمّع بعض الأردنيين في مواقع مختلفة وحمل بعض المشاركين لافتات تُشيد بما فعله ماهر. وُصفت العملية بأنها امتدادٌ لعمليات مشابهة نفذها جنود مصريون في الماضي البعيد مثل سليمان خاطر أو الماضي القريب مثل الجندي المصري محمد صلاح الذي قتل 3 مجنّدين إسرائيليين عام 2023 والإمام التركي حسن ساكلنان الذي نفذ عمليّة في قلبِ القدس أثناء طوفان الأقصى. أعلن أبو عبيدة ناطق القسّام العسكري أنّ المجاهدين أدوا في قلبِ قطاع غزّة ومن عُقدهم القتاليّة وكمائنهم وثغورهم صلاة الغائب على منفذ العملية مباركًا إيّاها.

## الدفن
احتجزت إسرائيل جثمان ماهر لمدة ثمانية أيام قبل أن تُسلّمه يوم 17 سبتمبر 2024 للسلطات الأردنية بعد ضغوط شعبية ومظاهرات شهدتها العاصمة عمّان ومدن أخرى في الأردن على خلفيّة ما فعله العسكري المتقاعد. شُيّع في نفس يوم التسليم جثمان ماهر في مدينة معان وسطَ مشاركة حشود جماهيريّة كبيرة، ثم دُفن في مسقط رأسه ملفوفًا بالعلم الأردني.